# Kanton Beaumesnil
Kanton Beaumesnil (fr. Canton de Beaumesnil) je francouzský kanton v departementu Eure v regionu Horní Normandie. Skládá se ze 17 obcí.

## Obce kantonu
- Ajou
- La Barre-en-Ouche
- Beaumesnil
- Bosc-Renoult-en-Ouche
- Épinay
- Gisay-la-Coudre
- Gouttières
- Grandchain
- Jonquerets-de-Livet
- Landepéreuse
- Le Noyer-en-Ouche
- La Roussière
- Saint-Aubin-des-Hayes
- Saint-Aubin-le-Guichard
- Sainte-Marguerite-en-Ouche
- Saint-Pierre-du-Mesnil
- Thevray